# Xylophanes lichyi
Xylophanes lichyi là một loài bướm đêm thuộc họ Sphingidae. Nó được tìm thấy ở Bolivia.
Chiều dài cánh trước là 29–35 mm đối với con đực và 32–38 mm đối với con cái. Nó gần giống loài Xylophanes maculator.
Ấu trùng có thể ăn các loài Rubiaceae và Malvaceae.